# Янпольський Самсон Давидович-Іцькович
Самсон Давидович-Іцькович Янпольський (нар.11 листопада 1869, Глухів — пом.1940, Москва) — український радянський лікар акушер-гінеколог та хірург, перекладач.

## Життєпис

### Родина
Народився 11 листопада 1869 року в багатодітній родині глухівського міщанина.
Батько — Давид-Іцько Абрамович Янпольський.
Матір — Моняся (Мар'яся).
Брати та сестри (з ним всього 11), з них відомі: Хаїм, Янкель, Зальман, Ізраїль, Самуїл, Рувим, Рася-Ліба, Естер-Лея, Х'єна, Мендель та Бася (з ним двійнята).

### Навчання
Навчався у Глухівській прогімназії 6 років, 1 рік у Лубенській гімназії та останній рік в гімназії міста Златопіль, яку успішно закінчив (випуск 1889 року).
Потім 1895 року закінчив медичний факультет університету.

### Трудова діяльність
Працював земським лікарем в Новгородській, Катеринославській, Полтавській губерніях (Золотоніського повіту 1908 року).
Після Жовтневого перевороту 1917 року переїздить до Москви, мешкає на М. Бронній, 42, кв. 4.
Працює старшим лікарем Хамовницького району Москви, працює в Туберкульозній лікарні (з 1928 року — Інститут соціальних хвороб).

### Сім'я
Дружина (з 1898 року) — Любов Рувинівна, в першому шлюбі з Аркадієм Мейліхіним народила доньку Єлизавету.
Спільні діти:
- Донька — Раїса (нар.1898 — пом.1933), Москва).
- Син — Лев (нар.1900) помер у віці 31 рік.
- Донька — Віра (нар.1902) померла у віці 33 роки.

### Останні роки життя
На початку 30-х років сім'я була в скрутному фінансовому стані, Самсон продовжував працювати в інституті, 1937 року важко захворів і осліп. Помер 1940 року.

## Відомі праці
Авторські:
- Случай весьма продолжительной невралгии, излечившейся после иссечения рубца. К. 1900//Электронный каталог. Российская государственная библиотека(рос.)
- К казуистике ранений спинного мозга. К. 1903//Электронный каталог. Российская государственная библиотека(рос.)

Переклади:
- Патология родового акта по Сорану Эфесскому. Пер. и предисл. С. Д. Янпольского. Санкт-Петербург, 1898//Электронный каталог. Российская государственная библиотека(рос.)
- Из соч. Сорана Эфесского «О женских болезнях». Пер. С. Д. Янпольского. Санкт-Петербург, 1898//Электронный каталог. Российская государственная библиотека(рос.)